# Fort Oglethorpe
Fort Oglethorpe és una població dels Estats Units a l'estat de Geòrgia. Segons el cens del 2000 tenia 6.940 habitants.

## Demografia
Segons el cens del 2000, Fort Oglethorpe tenia 6.940 habitants, 2.873 habitatges, i 1.881 famílies. La densitat de població era de 205,6 habitants/km².
Dels 2.873 habitatges en un 29,3% hi vivien nens de menys de 18 anys, en un 47% hi vivien parelles casades, en un 15% dones solteres, i en un 34,5% no eren unitats familiars. En el 30,6% dels habitatges hi vivien persones soles el 13,3% de les quals corresponia a persones de 65 anys o més que vivien soles. El nombre mitjà de persones vivint en cada habitatge era de 2,29 i el nombre mitjà de persones que vivien en cada família era de 2,86.
Per edats la població es repartia de la següent manera: un 22,8% tenia menys de 18 anys, un 9,5% entre 18 i 24, un 26,3% entre 25 i 44, un 21,8% de 45 a 60 i un 19,6% 65 anys o més.
L'edat mediana era de 38 anys. Per cada 100 dones de 18 o més anys hi havia 76,9 homes.
La renda mediana per habitatge era de 32.095 $ i la renda mediana per família de 40.643 $. Els homes tenien una renda mediana de 28.160 $ mentre que les dones 21.141 $. La renda per capita de la població era de 16.288 $. Entorn de l'11,5% de les famílies i el 17,4% de la població estaven per davall del llindar de pobresa.

## Poblacions més properes
El següent diagrama mostra les poblacions més properes.